# Eulemur sanfordi
Lémur de Sanford
Espèce
Statut de conservation UICN

 EN B1ab(i,ii,iii,v) : En danger
Statut CITES
Le Lémur de Sanford (Eulemur sanfordi) est une espèce de primates lemuriformes appartenant à la famille des Lemuridae. Il était anciennement considéré comme une sous-espèce d'Eulemur fulvus (Eulemur fulvus sanfordi) jusqu'en 2001. Son nom rend hommage à Leonard Cutler Sanford administrateur du Musée américain d'histoire naturelle.

## Description
Le lémur de Sandford est un lémur de taille moyenne mesurant entre 88 et 95 cm de long pour 1,9 kg dont la queue mesure entre 50 et 55 cm, soit semblable aux lémurs à front blanc et lémurs à collier blanc. Chez cette espèce comme chez toutes les espèces du genre Eulemur, un dimorphisme sexuel est présent. Le mâle a un dessus gris-brunâtre, plus foncé le long du dos et sur la queue. Le dessous est gris-brunâtre pâle et les membres rougeâtres. Le dessus de la tête est de couleur crème à brun, toujours plus pâle que le dos, et les touffes d'oreilles sont proéminentes, allant du blanc cassé au crème à légèrement roux, complétées par de longues moustaches de joue (mais pas touffues) de couleur similaire, donnant l'apparence d'une crinière. Le museau et le visage sont noirs. Les femelles sont d'apparence similaire, le dessus et la queue sont gris-brun, le dessous est gris pâle. Le visage et les épaules sont gris-noir avec des taches souvent plus claires au-dessus des yeux, les joues, les moustaches et les touffes d'oreilles[Quoi ?].

## Distribution et habitat

Carte de la répartition dEulemur sanfordi.

Comme la plupart des lémuriens, le lémur de Sanford est endémique de l'île de Madagascar. On retrouve cette espèce dans le nord de l'île dans la province d'Antsiranana, plus précisément dans les régions de Diana dans les districts d'Ambilobe et d'Antsiranana II et à Sava dans le district de Vohemar. La population de cette espèce est divisée en deux groupes, le premier, plus important, se retrouve surtout dans trois réserves naturelles telle la réserve spéciale d'Ankarana, la réserve spéciale d'Analamerana et le parc national de la Montagne d'Ambre,. Le second se trouve dans la réserve de Daraina du nom de la localité de Daraina. Le fleuve Manambato constitue la frontière sud de la présence des lémurs de Sanford. Dans le district de Sambava on retrouve des individus hybrides de lémur de Sanford et lémur à front blanc. Cette espèce est présente dans les forêts tropicales primaires et secondaires humides, ainsi que dans les forêts sèches de plaines et les forêts de montagne. Ils semblent favoriser les forêts secondaires, et sont absents de forêts très sèches. On peut retrouver cette espèce jusqu'à 1400 mètres d'altitude.

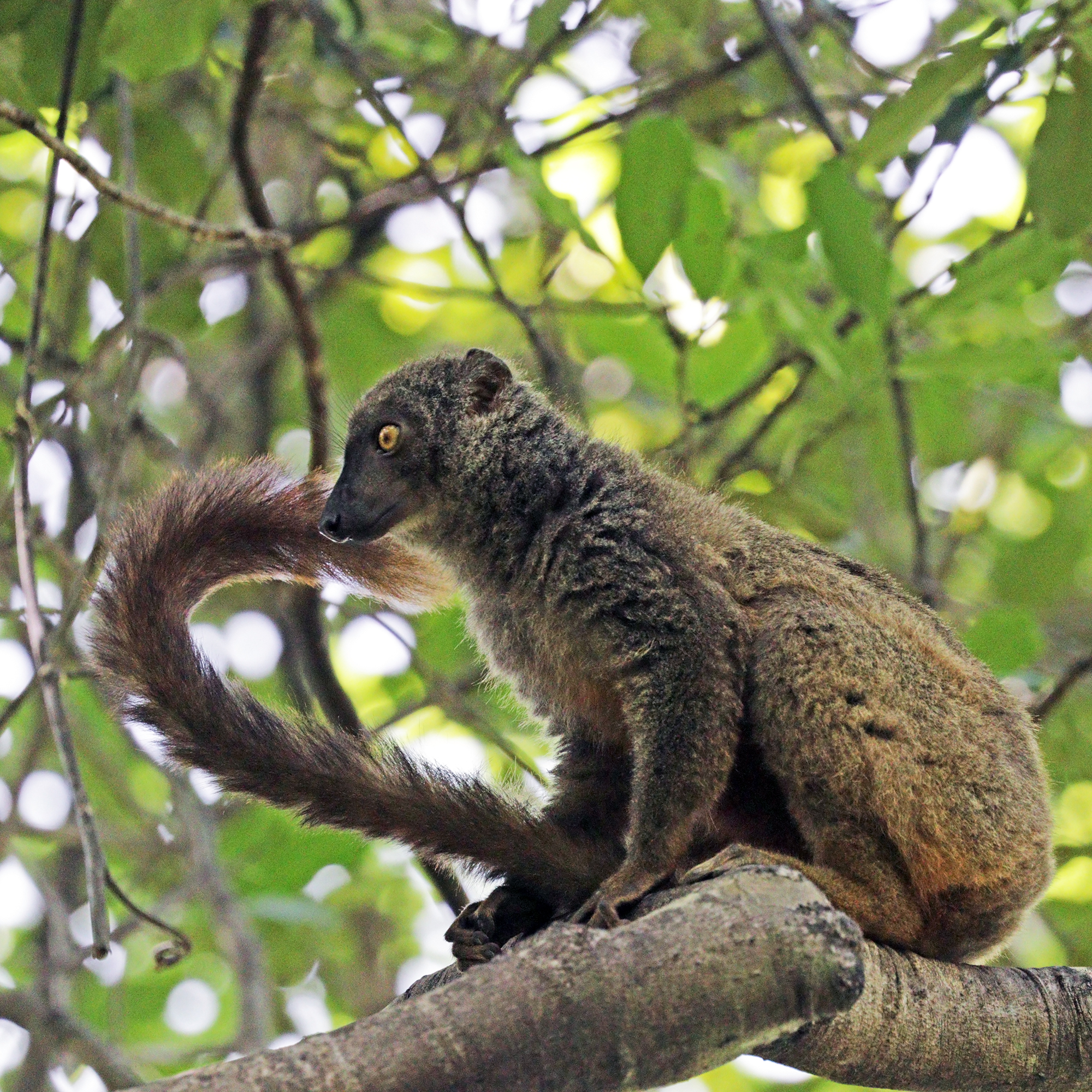
Femelle (Eulemur sanfordi)

## Comportement
Comme d'autres espèce de lémurs tel le lémur fauve, les lémurs de Sanford ont une activité cathémérale, c'est-à-dire qu'ils sont actifs à la fois le jour et la nuit,. D'après des études[Lesquelles ?] ils sont plus actifs l'après-midi et le soir et occasionnellement la nuit,. Les lémurs de Sanford vivent en groupes familiaux de 3 à 15 individus sur un territoire d'environ 14 hectares. Pour défendre leur territoire les lémurs de Sanford, au lieu de se défendre par la violence, vont utiliser des appels de groupes dans le but d'intimider les intrus. Les accouplement ont lieu à la fin du mois de mai et la gestation dure environ 120 jours, les jeunes naissent entre fin septembre et début octobre. Les femelles donnent naissance à un seul petit, parfois deux mais cela reste rare. Comme la plupart des espèces de lémuriens, les nouveau-nés s'accrochent d'abord à la poitrine de leur mère, puis, après environ deux semaines, se transfèrent sur son dos. Les petits peuvent être sevrés vers trois ou quatre mois et atteignent la maturité sexuelle à deux ans.

## Alimentation
Le régime alimentaire de cette espèce se compose principalement de fruits, mais comprend également des plantes comme des bourgeons, des jeunes feuilles et des fleurs selon la saison, et comprend également occasionnellement des invertébrés comme des myriapodes, des centipèdes et des araignées.

## Conservation
Le lémur de Sanford est considéré comme une espèce en voie de disparition. Les principales menaces à sa survie sont la perte d'habitat due à l'exploitation forestière et minière, mais le braconnage est aussi un problème majeur. L'espèce est chassée et gardée comme animal de compagnie par les habitants de la région d'Antsiranana.